# Klecza Górna

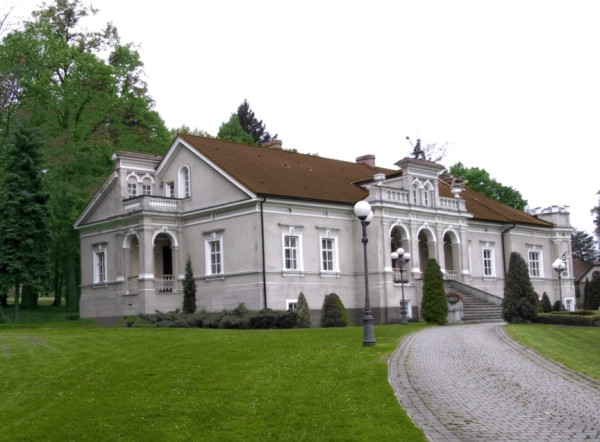
Gutshof in Klecza Górna

Klecza Górna ist eine Ortschaft mit einem Schulzenamt der Gemeinde Wadowice im Powiat Wadowicki der Woiwodschaft Kleinpolen in Polen.

## Geographie
Der Ort liegt am Bach Kleczanka, ein rechter Zufluss der Skawa.
Nachbarorte sind Klecza Dolna im Nordwesten, Wysoka im Norden, Barwałd Dolny im Osten sowie Jaroszowice und Łękawica im Süden.

## Geschichte
Der Ort Klecza entwickelte sich im 14. Jahrhundert auf dem Grund des Dorfes Jaroszowice. Die lokale Kirche wurde damals Kleczce sive Jarossin/Jarossow genannt. Klecza wurde wahrscheinlich ungefähr im Jahre 1440 unabhängig. In diesem Jahr wurde Jaroszowice von Mikołaj Serafin gekauft und kurz danach wurde das Dorf ein Teil vom Königreich Polen, während Klecza blieb ein privates Dorf im Herzogtum Auschwitz. Dieses Herzogtum entstand im Jahr 1315 in der Zeit des polnischen Partikularismus. Seit 1327 bestand es die Lehnsherrschaft des Königreichs Böhmen. Seit 1445 gehörte es zum Herzogtum Zator, dieses wurde im Jahr 1494 an Polen verkauft. Die Einteilung in Klecza Dolna (Nieder) und Klecza Górna (Ober) fand im 17. Jahrhundert statt.
Bei der Ersten Teilung Polens kam Klecza Górna 1772 zum neuen Königreich Galizien und Lodomerien des habsburgischen Kaiserreichs (ab 1804).
1918, nach dem Ende des Ersten Weltkriegs und dem Zusammenbruch der k.u.k. Monarchie, kam Klecza Górna zu Polen. Unterbrochen wurde dies nur durch die Besetzung Polens durch die Wehrmacht im Zweiten Weltkrieg. Es gehörte dann zum Generalgouvernement.
Von 1975 bis 1998 gehörte Klecza Górna zur Woiwodschaft Bielsko-Biała.

## Verkehr
Durch Klecza Górna verläuft die Staatsstraße DK 52, die Bielsko-Biała mit Kraków verbindet.